# Родригес, Ефрей
Ефрей Стивен Родригес Синистерра (исп. Yefrei Stiven Rodríguez Sinisterra; род. 11 мая 2005, Буэнавентура, Валье-дель-Каука) — колумбийский футболист, нападающий клуба «Интернасьональ Пальмира».

## Клубная карьера
Родригес — воспитанник клуба «Кортулуа». 30 октября 2022 года в матче против «Рионегро Агилас» он дебютировал в Кубке Мустанга. По итогам сезона клуб вылетел из элиты, но игрок остался в команде. В начале 2024 года Ейрей перешёл в «Интернасьональ Пальмира» и сразу же был в аренду в уругвайский «Монтевидео Сити Торке», но так и не дебютировал за основной состав. 21 сентября в матче против «Унион Магдалена» он дебютировал за основу. 28 сентября в поединке против «Кукута Депортиво» Ефрей забил свой первый гол за «Интернасьональ Пальмира». 

## Международная карьера
В 2025 году в составе молодёжной сборной Колумбии Родригес принял участие в молодёжном чемпионате Южной Америки в Венесуэле. На турнире он сыграл в матчах против команд Парагвая, Чили, Уругвая и Бразилии.